# Stara Gora pri Velikem Gabru
Stara Gora pri Velikem Gabru este o localitate din comuna Šmartno pri Litiji, Slovenia, cu o populație de 11 locuitori.